# Pierrot nebunul
Pierrot nebunul (titlu original:: în franceză Pierrot le fou) este o coproducție franco-italiană, care a fost turnată în anul 1965 sub regia lui Jean-Luc Godard. Filmul este transpunerea pe ecran a romanului Obsession scris de Lionel White.

## Rezumat
Ferdinand Griffon, alias Pierrot, este convins cu greu de soția lui de a merge la festivitatea organizată de socrul lui. Plictisit de societatea prezentă, bogată, se întâlnește în taină cu  Marianne Renoir fosta lui prietenă, care este angajată la ei ca babysitter. Pierrot și prietena lui fiind implicați într-o crimă, sunt nevoiți să fugă în sud. Aici lucrurile se complică ca să supraviețuiască, trebuie să se comită o serie de furturi. Fiind urmăriți de mafioți, cei doi trebuie să se despartă, când se vor reîntâlni în Toulon, prietena lui Marianne are un contrabandist, ca amant. Pierrot care caută împreună cu cei doi să întreprindă un jaf, va fi părăsit de cei doi, care-l lasă pe o insulă. Cei doi bărbați caută să  se împuște,  Marianne aruncându-se între cei doi amanți, moare împușcată. Deznădăjduit Pierrot cu ajutorul unui explosiv se aruncă în aer.

## Distribuție
- Jean-Paul Belmondo – Ferdinand Griffon zis Pierrot
- Anna Karina – Marianne Renoir
- Graziella Galvani – soția lui Ferdinand
- Henri Attal – primul benzinar
- Roger Dutoit – gangsterul
- Jean-Pierre Léaud – un tânăr la cinematograf
- Samuel Fuller –  Samuel Fuller
- Pascal Aubier – al doilea frate
- Jimmy Karoubi – piticul
- Krista Nell – Madame Staquet
- Dirk Sanders – Fred - fratele Mariannei
- Georges Staquet – Frank